# Blue Canyon (Washington)
Blue Canyon az Amerikai Egyesült Államok északnyugati részén, Washington állam Whatcom megyéjében elhelyezkedő önkormányzat nélküli település.
Blue Canyon postahivatala 1892 és 1905 között működött. A település nevét az azonos nevű bányáról kapta.

## Fordítás
- Ez a szócikk részben vagy egészben  a   Blue Canyon, Washington című angol Wikipédia-szócikk ezen változatának fordításán alapul.  Az eredeti cikk szerkesztőit annak laptörténete sorolja fel. Ez a jelzés csupán a megfogalmazás eredetét és a szerzői jogokat jelzi, nem szolgál a cikkben szereplő információk forrásmegjelöléseként.